# ساتون (داکوتای شمالی)
ساتون(به انگلیسی: Sutton) شهری در ایالت داکوتای شمالی کشور ایالات متحده آمریکا است که جمعیت آن در سرشماری سال ۲۰۱۰ میلادی، ۱۷ نفر بوده‌است.